# العلاقات الألمانية السلوفينية
العلاقات الألمانية السلوفينية هي العلاقات الثنائية التي تجمع بين ألمانيا وسلوفينيا.

## مقارنة بين البلدين
هذه مقارنة عامة ومرجعية للدولتين:
| وجه المقارنة                                              | ألمانيا                                                                              | سلوفينيا                                                      |
| --------------------------------------------------------- | ------------------------------------------------------------------------------------ | ------------------------------------------------------------- |
| المساحة (كم2)                                             | 357.41 ألف                                                                           | 20.27 ألف                                                     |
| عدد السكان (نسمة)                                         | 81.29 مليون                                                                          | 2.07 مليون                                                    |
| الكثافة السكانية (ن./كم²)                                 | 227.44                                                                               | 102.12                                                        |
| العاصمة                                                   | بون، برلين                                                                           | ليوبليانا                                                     |
| اللغة الرسمية                                             | اللغة الألمانية                                                                      | اللغة السلوفينية، اللغة الإيطالية، لغة مجرية                  |
| العملة                                                    | يورو، مارك ألماني                                                                    | يورو، تولار سلوفيني                                           |
| الناتج المحلي الإجمالي (بليون دولار)                      | 3.68 تريليون                                                                         | 48.77 مليار                                                   |
| الناتج المحلي الإجمالي (تعادل القوة الشرائية) بليون دولار | 3.92 تريليون                                                                         | 66.01 مليار                                                   |
| الناتج المحلي الإجمالي الاسمي للفرد دولار أمريكي          | 41.31 ألف                                                                            | 20.73 ألف                                                     |
| الناتج المحلي الإجمالي للفرد دولار أمريكي                 | 46.40 ألف                                                                            | 30.40 ألف                                                     |
| مؤشر التنمية البشرية                                      | 0.926                                                                                | 0.880                                                         |
| رمز المكالمات الدولي                                      | +49                                                                                  | +386                                                          |
| رمز الإنترنت                                              | .de                                                                                  | .si                                                           |
| المنطقة الزمنية                                           | توقيت وسط أوروبا، ت ع م+01:00، ت ع م+02:00، توقيت أوروبا الوسطى المعياري (ت غ م +1) ‏ | توقيت وسط أوروبا، ت ع م+01:00، ت ع م+02:00، أوروبا/ليوبليانا ‏ |

## مدن متوأمة
في ما يلي قائمة باتفاقيات التوأمة بين مدن ألمانية وسلوفينية:
- ترتبط بورغهاوزن مع بيتوج باتفاقية توأمة.
- ترتبط Treptow-Köpenick [الإنجليزية]‏ مع إيزولا باتفاقية توأمة.
- ترتبط زينغن مع تسليه باتفاقية توأمة منذ 1990.[18][18][18][18]
- ترتبط فرايزنغ مع شكوفجا لوكا باتفاقية توأمة.
- ترتبط بروخزال مع غرنيا رادغنا باتفاقية توأمة منذ 1 أكتوبر 1979.
- ترتبط أنديخس مع كامنيك باتفاقية توأمة.
- ترتبط نوي-أنشباخ مع شينتجور باتفاقية توأمة.
- ترتبط ناغولد مع بلدية يسينيتسه [الإنجليزية]‏ باتفاقية توأمة.
- ترتبط إتينشتات مع Razvanje [الإنجليزية]‏ باتفاقية توأمة.
- ترتبط آمبرغ مع كراني باتفاقية توأمة.
- ترتبط إنيغرلوه مع كامنيك باتفاقية توأمة.
- ترتبط ماربورغ مع ماريبور باتفاقية توأمة.
- ترتبط إسلينغن آم نيكار مع فيلينيه باتفاقية توأمة منذ 1996.
- ترتبط كيمنتس مع ليوبليانا باتفاقية توأمة منذ 1970.
- ترتبط غرفنبرويش مع تسليه باتفاقية توأمة.
- ترتبط ليفركوزن مع ليوبليانا باتفاقية توأمة.
- ترتبط هاوتسنبرغ مع سلوفينج غرادتس باتفاقية توأمة.
- ترتبط لانغنهاغن مع نوفو ميتسو باتفاقية توأمة منذ 1996.[19][19][19]
- ترتبط أور-إركنشفيك مع بلدية كوتشيفيه [الإنجليزية]‏ باتفاقية توأمة.
- ترتبط كمنات مع زاغري أب سافي باتفاقية توأمة.
- ترتبط فيسبادن مع ليوبليانا باتفاقية توأمة منذ 1969.
- ترتبط باد كوتستينغ مع شكوفجا لوكا باتفاقية توأمة.
- ترتبط إنغولشتات مع موسكا سوبوتا باتفاقية توأمة منذ 7 مايو 1963.

## منظمات دولية مشتركة
يشترك البلدان في عضوية مجموعة من المنظمات الدولية، منها:
| علم المنظمة | اسم المنظمة                               | تاريخ انضمام ألمانيا | تاريخ انضمام سلوفينيا |
| ----------- | ----------------------------------------- | -------------------- | --------------------- |
|             | مؤسسة التمويل الدولية                     | 20 يوليو 1956        | 25 فبراير 1993        |
|             | يونسكو                                    | 11 يوليو 1951        | 27 مايو 1992          |
|             | مجموعة أستراليا                           | 1985                 | 2004                  |
|             | مركز تنسيق الحركة في أوروبا ‏              | ?                    | ?                     |
|             | مجموعة الموردين النوويين                  | ?                    | ?                     |
|             | مؤسسة التنمية الدولية                     | 24 سبتمبر 1960       | 25 فبراير 1993        |
|             | منظمة التعاون الاقتصادي والتنمية          | 27 سبتمبر 1961       | ?                     |
|             | المركز الدولي لتسوية المنازعات الاستشارية | 18 مايو 1969         | 6 أبريل 1994          |
|             | وكالة ضمان الاستثمار متعدد الأطراف        | 12 أبريل 1988        | 19 مارس 1993          |
|             | منظمة حظر الأسلحة الكيميائية              | 29 أبريل 1997        | ?                     |
|             | الاتحاد الدولي للاتصالات                  | 1866                 | 16 يونيو 1992         |
|             | الأمم المتحدة                             | 18 سبتمبر 1973       | 22 مايو 1992          |
|             | منظمة الشرطة الجنائية الدولية             | ?                    | ?                     |
|             | البنك الدولي للإنشاء والتعمير             | 14 أغسطس 1952        | 25 فبراير 1993        |
|             | منظمة الأمن والتعاون في أوروبا            | 25 يونيو 1973        | 24 مارس 1992          |
|             | الفريق المعني برصد الأرض                  | ?                    | ?                     |
|             | الاتحاد البريدي العالمي                   | 1 يوليو 1875         | ?                     |
|             | حلف شمال الأطلسي                          | 9 مايو 1955          | 29 مارس 2004          |
|             | منظمة التجارة العالمية                    | ?                    | ?                     |
|             | المنظمة الهيدروغرافية الدولية             | ?                    | ?                     |
|             | المنظمة الأوروبية لسلامة الملاحة الجوية   | 1960                 | 1995                  |
|             | مجلس أوروبا                               | 13 يوليو 1950        | ?                     |
|             | الاتحاد الأوروبي                          | 25 مارس 1957         | 1 مايو 2004           |
|             | اتفاقية السماوات المفتوحة                 | ?                    | ?                     |

## أعلام
هذه قائمة لبعض الشخصيات التي تربطها علاقات بالبلدين:
- بولونا هيركوج (لاعبة كرة مضرب سلوفينية، 20 يناير 1991 – )
- دومينيك ماروه (لاعب كرة قدم سلوفيني، 4 مارس 1987[49] – )
- رايكو تافتشار (لاعب كرة قدم سلوفيني، 21 يوليو 1974[50] – )
- رك ستراس (لاعب كرة قدم سلوفيني، 3 مارس 1987[51] – )
- فريدي بوبيتش (لاعب كرة قدم ألماني، 30 أكتوبر 1971[52][53] – )
- كيفن كامبل (لاعب كرة قدم سلوفيني، 9 أكتوبر 1990[54] – )
- ليو فون كابريفي (24 فبراير 1831[55][56] – 6 فبراير 1899[55][56])

## وصلات خارجية
- موقع وزارة الخارجية الألمانية
- موقع وزارة الخارجية السلوفينية